# Deutsche Christen

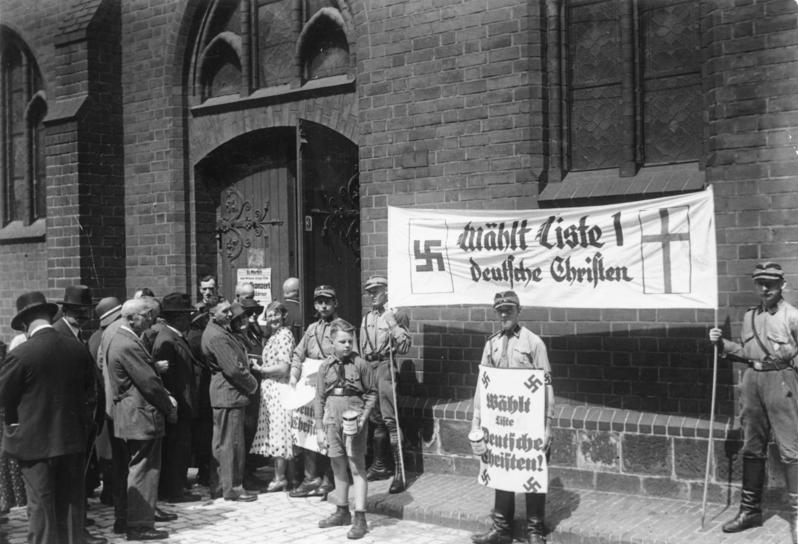
Kirchenratswahlen am 23. Juli 1933: Wahlpropaganda mit SA-Unterstützung vor der St.-Marien-Kirche am Neuen Markt in Berlin

Wandlung der DC-Embleme 1932 – 1935 – 1937

Die Deutschen Christen (DC) waren eine rassistische, antisemitische und am Führerprinzip orientierte Strömung im deutschen Protestantismus, die diesen von 1932 bis 1945 an die Ideologie des Nationalsozialismus angleichen wollte.
Sie wurde 1931 als eigene Kirchenpartei in Thüringen gegründet und gewann 1933 die Leitung einiger Landeskirchen in der Deutschen Evangelischen Kirche (DEK). Mit ihrer Gleichschaltungspolitik und dem Versuch, durch die Übernahme des Arierparagraphen in die Kirchenverfassung Christen jüdischer Herkunft als Judenchristen auszuschließen, löste sie den Kirchenkampf mit anderen evangelischen Christen aus. Diese gründeten daraufhin im Mai 1934 die Bekennende Kirche, die die Deutschen Christen als Häretiker betrachtete und aus der Kirchengemeinschaft ausschloss.

## Vorläufer
Vorläufer der DC-Ideologie waren verschiedene protestantische Gruppen im Kaiserreich, die völkisches, nationalistisches und rassistisches Gedankengut in das herkömmliche konfessionelle Christentum einbrachten, um dieses zu einer „arteigenen Volksreligion“ umzuformen. Sie fanden ihr Vorbild etwa in dem Berliner Hofprediger Adolf Stoecker, der Arbeiterschaft und christliches Kleinbürgertum in den 1880er Jahren gegen angebliche jüdische „Überfremdung“ zu positionieren versuchte und dazu auch parteipolitisch tätig wurde.

Fahne der Deutschen Christen, 1932

Arthur Bonus propagierte 1896 eine „Germanisierung des Christentums“. Max Bewer (1861–1921) behauptete in Der deutsche Christus 1907, Jesus stamme von deutschen Söldnern im römischen Heer in Galiläa ab und seine Verkündigung sei von „deutschem Blut“ beeinflusst. Er folgerte daraus, die Deutschen seien die besten Christen unter den Völkern, die nur durch das materialistische Judentum an der Entfaltung ihrer Geisteskräfte gehindert seien. Julius Bode (1876–1942) dagegen sah die Christianisierung der Germanen als Aufzwingen einer „undeutschen“ Verstandesreligion, die dem germanischen Fühlen wesensfremd geblieben sei und von der es sich befreien müsse.
Der Flensburger Pastor Friedrich Andersen wurde durch Houston Stewart Chamberlain zum Rasse-Antisemiten und forderte seit 1904 die Abschaffung des Alten Testaments und „aller jüdischen Trübungen der reinen Jesuslehre“. In den dadurch ausgelösten Konflikten mit Kirchenbehörden berief er sich auf Adolf von Harnacks Buch über Marcion. Zum 400-jährigen Jubiläum der Reformation 1917 gaben Andersen, der Schriftsteller Adolf Bartels, der Kirchenrat Ernst Katzer und Hans von Wolzogen 95 Thesen heraus, um ein „Deutschchristentum auf evangelischer Grundlage“ zu begründen. Darin hieß es:

„Die neuere Rassenforschung endlich hat uns die Augen geöffnet für die verderblichen Wirkungen der Blutsmischung zwischen germanischen und nichtgermanischen Volksangehörigen und mahnt uns, mit allen Kräften dahin zu streben, unser Volkstum möglichst rein und in sich geschlossen zu halten.
 Religion ist die innerste Kraft und feinste Blüte im geistigen Leben eines Volkes, kann aber nur in völkischer Ausprägung kulturkräftig wirken […] Eine innigere Verbindung zwischen Deutschtum und Christentum ist nur zu erreichen, wenn dieses aus der unnatürlichen Verbindung gelöst wird, in der es nach bloßem Herkommen mit der jüdischen Religion steht.“

Der „zornige Gewittergott“ Jehova sei ein anderer als der „Vater“ und „Geist“, den Christus verkündet und die Germanen geahnt hätten. Kindliches Gottvertrauen und selbstlose Liebe sei das Wesen der germanischen „Volksseele“, im Kontrast zu jüdischer „knechtischer Furcht vor Gott“ und „materialistischer Sittlichkeit“. Kirche sei keine „Anstalt zur Verbreitung des Judentums“: Darum sollten Religions- und Konfirmandenunterricht keine Stoffe des Alten Testaments wie die Zehn Gebote mehr lehren, und auch das Neue Testament sei von jüdischen Einflüssen zu „reinigen“, damit man den Kindern Jesus als Vorbild für „Opfermut“ und „männliches Heldentum“ darstellen könne.
1918 veröffentlichte Andersen eine Übersicht über die gegenwärtigen Versuche, das Judentum aus dem deutschen Christentum auszuscheiden. 1921 schrieb er Der deutsche Heiland, in dem er den Gegensatz zum Judentum auf eine apokalyptische Entscheidung zuspitzte:

„Wer wird siegen, der sechseckige Stern Judas oder das Kreuz? – Die Frage ist vorläufig noch nicht auszumachen. Der Jude geht jedenfalls zielbewusst seinen Weg […] Niederwerfung seines tödlich verhassten Gegners. Wenn die Christenheit Karfreitag feiert, sollte sie sich jedenfalls nicht in Träume wiegen; […] sonst könnte noch einmal ein viel schrecklicheres Golgatha kommen, wo das Judentum der ganzen Welt am Grabe des zu Boden getretenen Christentums seine Jubelgesänge zu Ehren des menschenmordenden, völkerausrottenden Jahu singt.“

Gegen die „Verseuchung mit jüdischen Ideen“ vornehmlich aus dem Alten Testament sollten sich Kirche und Deutschtum „gegenseitig nützen und stützen“. Dann würde das Christentum seinen Ursprungscharakter als „Volks- und Kampfesreligion“ zurückgewinnen und sei dann tauglich, dass „der große Ausbeuter der Menschheit, der böse Feind unseres Volkes endlich unschädlich gemacht werde“.
Dazu gründete Andersen mit Joachim Kurd Niedlich, Pastor Ernst Bublitz und Lehrern der 1918 gegründeten Arndt-Hochschule in Berlin im Mai 1921 den Bund für deutsche Kirche, dessen Vorsitz er übernahm. Dessen zweimonatlich mit 12.000 Stück erscheinende Zeitschrift Die Deutschkirche propagierte die Ideen des Bundes: Jesus solle als „tragisch-nordische Gestalt“ gegen die „Zweckreligion“ gestellt, das Alte Testament durch die „Deutsche Mythe“ ersetzt werden. Jede biblische Geschichte sei „nach deutschem Empfinden zu messen, damit das semitische Empfinden aus dem deutschen Christentum entweicht wie der Beelzebub vor dem Kreuz“. Dieser Bund vereinte sich 1925 mit zehn weiteren völkischen, germanophilen und antisemitischen Verbänden zur deutschchristlichen Arbeitsgemeinschaft. Die Geistchristliche Religionsgesellschaft, die Artur Dinter 1927 in Nürnberg gründete, wollte eher die bestehenden Kirchen „entjuden“ und eine konfessionslose „Volkskirche“ bilden.
Die von diesen Gruppen angestrebte Abschaffung des Alten Testaments lehnten auch viele deutschnationale Christen als rassistischen Angriff auf die eigenen Glaubensgrundlagen ab. Der Theologe Johannes Schneider, Mitglied der DNVP, schrieb 1925:

„Wer das Alte Testament preisgibt, wird bald auch das Neue verlieren.“

1927 reagierte der Evangelische Kirchenbund auf die zunehmende Radikalisierung der deutschchristlichen Gruppen mit einem Kirchentag in Königsberg, wo das Verhältnis des Christentums zu „Vaterland“, „Nation“, „Volkstum“, „Blut“, „Rasse“ geklärt werden sollte. Viele dortige Referenten versuchten, sich vom Rassismus abzugrenzen, zeigten aber nur, wie weit dieser schon in ihr Denken eingedrungen war. Paul Althaus z. B. erklärte:

„Volkstum ist eine geistige Wirklichkeit […] niemals freilich wird ein Volkstum ohne die Voraussetzung z. B. der Blutseinheit. Ist aber das Volkstum einmal gezeugt, so kann es als geistige Wirklichkeit […] auch fremdes Blut sich an[zu]eignen. Wie groß immer die Bedeutung des Blutes in der Geistesgeschichte sein mag, das Herrschende ist doch, wenn einmal zum Volkstum geboren, der Geist und nicht das Blut.“

Auf dieser Basis ließ sich das Sendungsbewusstsein der radikaleren Deutschchristen kaum bremsen. 1927 sammelten sie sich in Thüringen, um die Thüringer Kirchenbewegung Deutsche Christen zu gründen. Diese suchte den Kontakt zur NSDAP, für die Andersen seit 1928 als Redner auftrat. Ihr Mitteilungsblatt trug den Namen Briefe an Deutsche Christen.
Alfred Rosenbergs Buch Der Mythus des 20. Jahrhunderts (erschienen Anfang 1930) fand in diesen Kreisen große Zustimmung und gab ihnen neuen Aufschwung. Seine Polemik gegen alles „Undeutsche“ und „Artfremde“ im Christentum richtete sich gegen dessen Glaubensgrundlagen und seine konfessionellen Organisationen zugleich. Marxistischer und katholischer Internationalismus wurden als zwei Facetten desselben jüdischen Geistes angegriffen. Eine erneuerte Nationalreligion wurde als Vollendung der Reformation ausgegeben.
Die Arbeitsgemeinschaft Deutsche Glaubensbewegung war zum Teil ebenfalls eine völkische Gründung, allerdings außerhalb der Kirche und gegen die Kirchen und das Christentum gerichtet. Ziel war die Etablierung einer dritten Konfession und die staatliche Anerkennung einer nichtchristlichen Glaubensgemeinschaft.

## Gründung und Programm

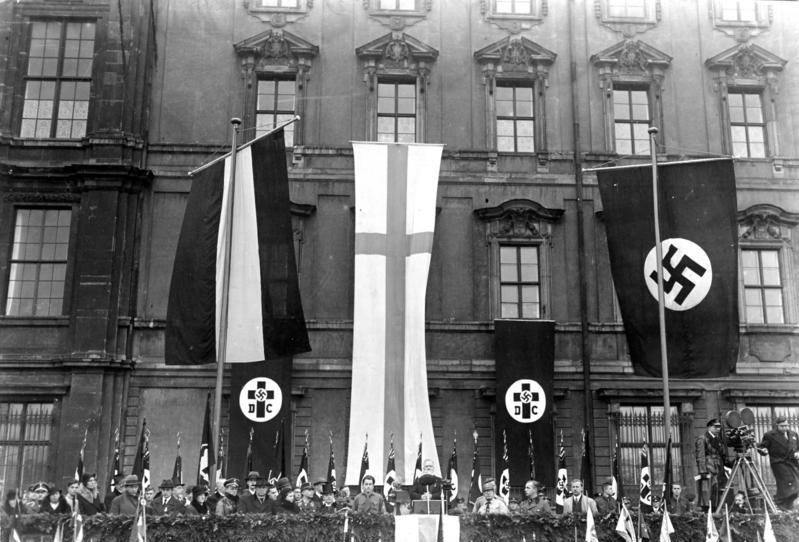
Feier des Luthertags durch die Deutschen Christen 1933 in Berlin

Schon 1931 war in Altenburg in Thüringen im Umfeld der Pfarrer Siegfried Leffler und Julius Leutheuser aus dem Wieratal eine Gruppierung mit der Bezeichnung Deutsche Christen zu einer Kirchenvertreterwahl angetreten. Am 6. Juni 1932 gründete der Berliner Pfarrer Joachim Hossenfelder die Glaubensbewegung Deutsche Christen als innerevangelische Kirchenpartei für das ganze Reich. In ihren „Richtlinien“ vom selben Tag hieß es:

„Wir sehen in Rasse, Volkstum und Nation uns von Gott geschenkte und anvertraute Lebensordnungen. […] Daher ist der Rassenvermischung entgegenzutreten. […]
In der Judenmission sehen wir eine schwere Gefahr für unser Volkstum. Sie ist das Eingangstor fremden Blutes in unseren Volkskörper. […] Insbesondere ist die Eheschließung zwischen Deutschen und Juden zu verbieten.“

Zu diesem Programm gehörte ferner
- die Auflösung der von Synoden regierten 29 Landeskirchen, die in ihrem Bekenntnis frei waren, und Schaffung einer nach dem Führerprinzip strukturierten „Reichskirche“
- der Ausschluss der Judenchristen
- die „Entjudung“ der kirchlichen Botschaft durch Abkehr vom Alten Testament, Reduktion und Umdeutung des Neuen Testaments
- die „Reinhaltung der germanischen Rasse“ durch „Schutz vor Untüchtigen“ und „Minderwertigen“
- die Vernichtung des „volksfeindlichen Marxismus“.

Die Alternative zwischen Reichskirche oder Kirchenbund war nicht nur eine Frage der Organisation. 1918 hatten die evangelischen Landeskirchen mit ihrem jeweiligen Landesherrn ihren summus episcopus (obersten Bischof) verloren; die Weimarer Verfassung sah die Trennung von Kirche und Staat vor. Seit 1919 lag die Kirchengewalt nicht mehr beim Staat, sondern war auf die Kirchen zurückgefallen. Die evangelischen Kirchen hatten sich eigene Verfassungen gegeben, die parlamentarisch-demokratische Elemente enthielten. Im Gegensatz zur einheitlich geführten katholischen Kirche hatten die evangelischen Kirchen unterschiedliche Bekenntnisse. Das war einer der Gründe, warum die Landeskirchen sich bis 1933 nur zu einem lockeren Kirchenbund zusammengeschlossen hatten. Die DC hatten zwar vor, den Parlamentarismus in der Kirche zugunsten des Führerprinzips abzuschaffen. Sie ließen aber unbeantwortet, welchem Bekenntnis eine Reichskirche und ihre Führung folgen sollte.
Nationalismus, Demokratiefeindschaft, Antikommunismus und Rassismus unterschieden die DC nicht wesentlich von anderen kirchlichen Gruppen, die eine Synthese oder Angleichung von Volkstum und Christentum anstrebten. Viele Mitglieder der DC waren in dieser Richtung volksmissionarisch tätig. Sie gaben Gesangbücher, eigene Schriften zur Katechese heraus und entwarfen eigene Gottesdienstformen.
Am 9. September 1932 erkannte der altpreußische Evangelische Oberkirchenrat (EOK) die DC mitsamt ihrem Programm als Kirchenpartei an. Bei den folgenden altpreußischen Kirchenwahlen am 13. November 1932 traten sie erstmals mit eigenen Listen an und erreichten durchschnittlich ein Drittel aller Sitze in den Presbyterien der Evangelischen Kirche der altpreußischen Union. Sie waren dort nicht die einzige rechtsgerichtete Gruppe, sondern standen in Konkurrenz vor allem mit der deutschnationalen Liste der Rechtsgruppen und der Gruppe Positives Christentum, die sich an Punkt 24 des 25-Punkte-Programms der NSDAP anlehnte. In anderen Landeskirchen, die zudem ihre Kirchenwahlen nicht gleichzeitig hatten, gelang es ihnen damals noch nicht, wesentliche Erfolge zu erzielen.

## Aufstieg

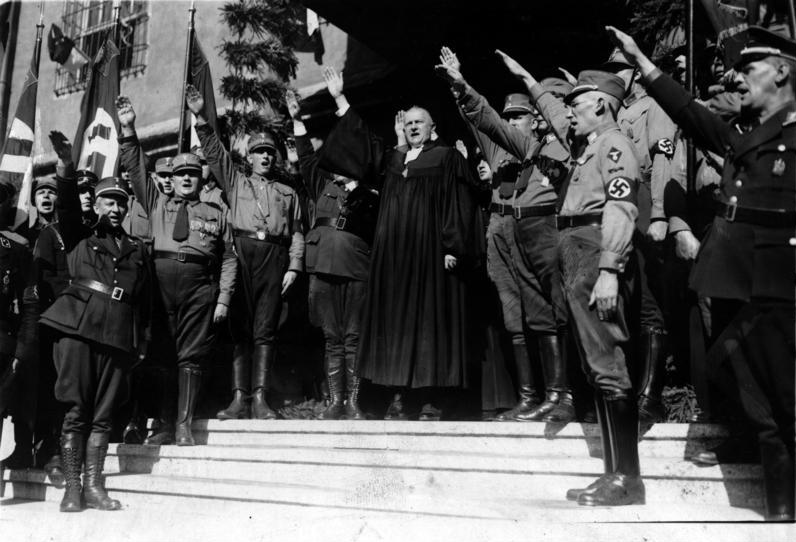
Ludwig Müller im Kreise Deutscher Christen bei der Nationalsynode in Wittenberg, September 1933

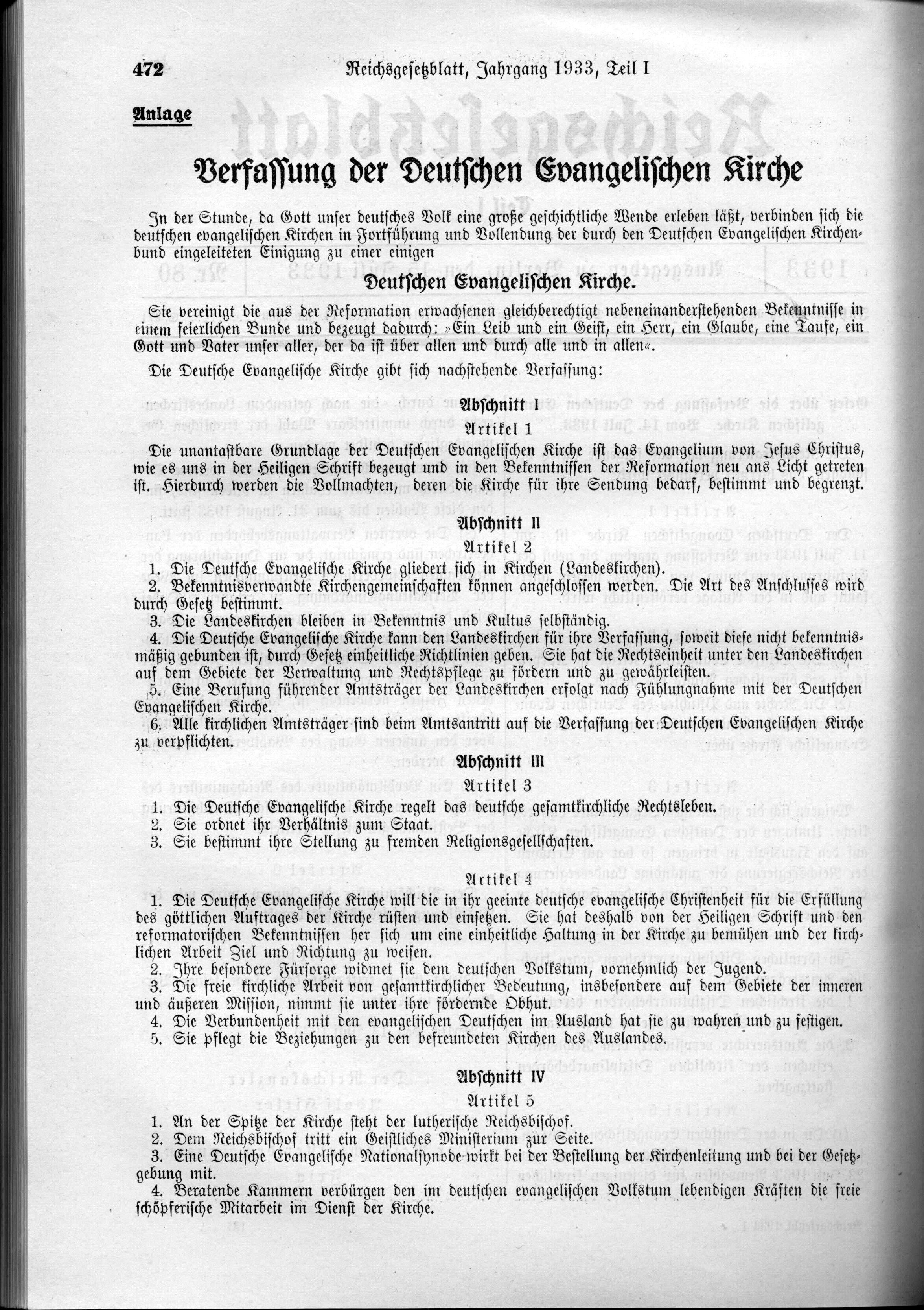
Verfassung der Deutschen Evangelischen Kirche im Reichsgesetzblatt von 1933

Anfang 1933 trat die DC-Gruppe aus dem Wieratal bei Altenburg in die Leitung der Thüringer Landeskirche ein und benannte sich in „Kirchenbewegung deutsche Christen“ um. Sie hatte fast eine Million Mitglieder, darunter ein Drittel der Pfarrerschaft.
Adolf Hitlers Ernennung zum Reichskanzler am 30. Januar 1933 begrüßten zahlreiche Protestanten als eine Art von Gott gesandte „Erlösung“. Viele Landeskirchen veranstalteten Fest- und Dankesgottesdienste, DC-nahe Pastoren ließen in Kirchen Hakenkreuzflaggen als „Symbol der deutschen Hoffnung“ aufhängen. Doch bei den Reichstagswahlen am 5. März 1933 verfehlte die NSDAP trotz SA-Straßenterrors die absolute Mehrheit. Daraufhin bejahte Hitler in seiner Regierungserklärung vom 23. März 1933 die positive Rolle der bestehenden Großkirchen für die Volkserziehung und versprach, ihre Rechte und Stellung im Staat nicht anzutasten. Dies enttäuschte die Hoffnung der DC auf eine Gleichschaltung der Kirchen nach ihren Vorstellungen zunächst.
Daraufhin ließ Ludwig Müller, DC-Leiter in Ostpreußen, die DC-Richtlinien überarbeiten und ihre Forderungen, die bereits starke Kritik bei reformatorisch orientierten Protestanten hervorgerufen hatten, abmildern. So wollte er die Chancen der DC, von den übrigen Protestanten anerkannt zu werden, verbessern. Ihr Ziel blieb eine überkonfessionelle bzw. konfessionslose Reichskirche.
Nach der Machtergreifung Hitlers schrieb der evangelische Theologe Emanuel Hirsch:

„Kein einziges Volk der Welt hat so wie das unsere einen Staatsmann, dem es so ernst um das Christliche ist; als Adolf Hitler am 1. Mai seine große Rede mit einem Gebet schloß, hat die ganze Welt die wunderbare Aufrichtigkeit darin gespürt.“

Im April 1933 ernannte Hitler Ludwig Müller zu seinem „Sonderbeauftragten für Kirchenfragen“. Daraufhin wählte die DC ihn sofort zu ihrem „Schirmherrn“ und Kandidaten für das erst noch zu schaffende Reichsbischofsamt. Die neuformierte „jungreformatorische Bewegung“ nominierte den weithin angesehenen Pastor Friedrich von Bodelschwingh als ihren Gegenkandidaten. Um der befürchteten staatlich verordneten Neuordnung der evangelischen Kirche zuvorzukommen, wählten die versammelten Landeskirchenvertreter Bodelschwingh im Mai 1933 zum Reichsbischof, obwohl dieses Amt im Kirchenvertrag mit dem Staat noch gar nicht vorgesehen war. Deshalb sprachen DC und Staatsvertreter von einem Vertragsbruch. Auf Grund dieses Drucks trat Bodelschwingh nach 26 Tagen zurück.
Hitler setzte zur selben Zeit eine neue Verfassung der DEK in Kraft, die das „Führerprinzip mit einem lutherischen Reichsbischof“ festsetzte und von 28 Landeskirchen anerkannt wurde. Am Vorabend der von ihm kurzfristig angesetzten Kirchenwahlen in allen Landeskirchen ergriff Hitler im Radio deutlich Partei für die DC. Daraufhin errangen diese am 23. Juli 1933 einen Erdrutschsieg und gewannen in fast allen Landeskirchen eine Mehrheit von etwa zwei Dritteln aller abgegebenen Stimmen. Danach übernahmen sie in einigen Landeskirchen und vielen reichsweiten DEK-Gremien die Führungsämter.
Bei der DEK-Synode am 6. September 1933 wählten die Delegierten aller Kirchengruppen, auch die der unterlegenen Jungreformatoren, Ludwig Müller einstimmig zum neuen Reichsbischof. Am 29. September trat er sein Amt an. Dies stärkte den Einfluss der DC auch in den intakten Landeskirchen, die noch von ihren Gegnern geleitet wurden. Von nun an führten die DC-geführten Landeskirchen Arierparagraphen für Geistliche und Beamte ein.
Nach Müllers Wahl bildete sich der Pfarrernotbund, um Judenchristen vor Ausgrenzung zu schützen.

## Niedergang
Die Ausbreitung der DC kam trotz Hitlers Unterstützung und ihrer Wahlsiege infolge einer Kundgebung im Berliner Sportpalast am 13. November 1933 zum Stillstand. Dort sprach der Berliner Gauobmann Reinhold Krause das Anliegen der DC deutlich aus:

„Unsere Religion ist die Ehre der Nation im Sinne eines kämpfenden, heldischen Christentums. […] Wenn wir Nationalsozialisten uns schämen, eine Krawatte vom Juden zu kaufen, dann müßten wir uns erst recht schämen, irgendetwas, das zu unserer Seele spricht, das innerste Religiöse vom Juden anzunehmen. Hierher gehört auch, daß unsere Kirche keine Menschen judenblütiger Art mehr in ihren Reihen aufnehmen darf. Wir […] haben immer wieder betont: judenblütige Menschen gehören nicht in die deutsche Volkskirche, weder auf die Kanzel, noch unter die Kanzel. Und wo sie auf den Kanzeln stehen, haben sie so schnell wie möglich zu verschwinden.“

Die „Seele des deutschen Volkes“ gehöre „restlos dem neuen Staat“. Dessen Totalitätsanspruch könne folgerichtig auch vor der Kirche „nicht halt machen“. Der Nationalsozialismus wolle diese „aus seinem Geist erneuern und neu gestalten“. Vereinigung aller Religionen und Konfessionen in einer „völkischen Nationalkirche“ sei das Gebot der Stunde. Dazu bedürfe es umgehend einer „Befreiung von allem Undeutschen in Gottesdienst und im Bekenntnismäßigen, Befreiung vom Alten Testament mit seiner jüdischen Lohnmoral, von diesen Viehhändler- und Zuhältergeschichten.“ Zudem sei notwendig, „daß alle offenbar entstellten und abergläubischen Berichte des Neuen Testaments entfernt werden und daß ein grundsätzlicher Verzicht auf die ganze Sündenbock- und Minderwertigkeitstheologie des Rabbiners Paulus ausgesprochen wird […] Hierbei gehört auch, daß unsere Kirche keine Menschen judenblütiger Art mehr in ihren Reihen aufnehmen darf.“ Für Judenchristen seien abgesonderte Gemeinden einzurichten.
Etwa 20.000 Zuhörer nahmen diese Rede begeistert auf. Eine entsprechende Erklärung mit Krauses Forderungen wurde mit nur einer Gegenstimme angenommen. Viele evangelische Gemeindeglieder, die bis dahin mit den DC sympathisiert hatten, hörten die Rundfunkübertragung der Rede. Diese bewirkte bei ihnen einen Stimmungsumschwung. Krauses Forderungen waren zwar Programmpunkte der DC, vielen Protestanten aber trotz des zurückliegenden Wahlkampfs nicht voll bewusst geworden.
Sie drückten die zuvor außerhalb und parallel, nun auch innerhalb der DC zur Macht drängende Strömung des Neuheidentums aus, die faktisch eine Auflösung und Ersetzung des bekenntnisgebundenen Christentums durch eine „deutsch-germanische“ Nationalreligion anstrebte. Nachdem das Parteiprogramm der NSDAP sich zu einem „positiven Christentum“ bekannte, war diese Strömung zuvor nicht in den Vordergrund getreten. Sie hatte aber ebenfalls seit Januar 1933 enorm an Zulauf gewonnen. Ihre Vertreter sahen in den DC die Chance, ihre antijüdische und antichristliche „deutsch-germanische Weltanschauung“ mit ihrer Blut-und-Boden-Ideologie, mit Führerkult und Rassenlehre in breiten protestantischen Bevölkerungskreisen zu verankern.
Vielen Kirchengemeinden und Mitgliedern der DC, denen eher eine „christliche“ Nationalreligion vorgeschwebt hatte, gingen diese Konsequenzen nun zu weit, und sie traten zu Tausenden wieder aus. Fast alle evangelischen Teilkirchen distanzierten sich relativ rasch von den DC. Um die kirchliche Einheit und sein Leitungsamt zu retten, enthob Reichsbischof Müller Krause aller kirchlichen Ämter und legte selbst die „Schirmherrschaft“ über die DC nieder. Doch er wurde nicht länger als Führer der DEK akzeptiert, da er deren Einheit nicht wahren konnte.

## Nachfolgeorganisationen
Nach dieser Sportpalastrede spaltete sich die „Glaubensbewegung Deutsche Christen“ auf; Konkurrenzkämpfe dominierten. Als reichsweite Nachfolgeorganisation mit volksmissionarischer Ausrichtung bildete sich die „Reichsbewegung Deutsche Christen“, die sich 1938 in „Lutherdeutsche“ umbenannte.
Die Kräfte, die eine überkonfessionelle Nationalkirche anstrebten, sammelten sich in der „Kirchenbewegung Deutsche Christen“ und versuchten ab 1936 unter Leitung von Hugo Pich, einen „Bund für deutsches Christentum“ zu errichten. 1937 schlossen sich die meisten dieser Gruppen zur „Nationalkirchlichen Bewegung Deutsche Christen“ zusammen. Kirchenminister Hanns Kerrl gewährte diesem Bündnis zeitweise Unterstützung.
Hossenfelder, der aufgrund der Spaltungen von seinem Posten als Reichsleiter der DC hatte zurücktreten müssen, gründete später die „Kampf- und Glaubensbewegung DC“. Reinhold Krause formierte im November 1933 eine „Glaubensbewegung Deutsche Volkskirche“, trat aber zum Jahresende aus der DEK aus.
1934 gab es 32 verschiedene „Glaubensbewegungen“.

## Vorstöße zur „Entjudung“ der Bibel
Die Thüringer DC behielten nach dem Skandal infolge der Ansprache von Krause im Berliner Sportpalast am 13. November 1933 die Leitung der thüringischen Landeskirche. Sie gründeten 1939 mit Zustimmung von elf deutschen evangelischen Landeskirchen in Eisenach das „Institut zur Erforschung und Beseitigung des jüdischen Einflusses auf das deutsche kirchliche Leben“. Auch viele Bekenntnischristen befürworteten ein solches Vorgehen in der Hoffnung, dass dadurch die Kirchenaustrittsbewegung der Jahre von 1937 bis 1940 gebremst werden könnte.
Das Institut leitete Siegfried Leffler. Wichtige Mitarbeiter waren der wissenschaftliche Leiter Walter Grundmann, der Geschäftsführer Heinz Hunger und Grundmanns Doktorand Max Adolf Wagenführer. Eines der Ziele des Instituts war die Zusammenstellung eines „Volkstestaments“ im Sinne des von Alfred Rosenberg geforderten „Fünften Evangeliums“, das den Mythos des „arischen Jesus“ verkünden sollte. Grundmann und der Altenburger Oberpfarrer Erich Fromm veröffentlichten zusammen mit den anderen Mitarbeitern des Arbeitskreises Volkstestament 1940 das völkische Testament Die Botschaft Gottes. An dessen dichterischer Fassung war Lulu von Strauß und Torney (1873–1956), eine bekannte Balladendichterin und Inhaberin des Eugen-Diederichs-Verlages, beteiligt. Die Botschaft Gottes fand vor allem in Thüringen reißenden Absatz, rief aber auch entschiedenen Widerspruch hervor, etwa von dem Theologen Hans Freiherr von Soden. Heute erinnert in Eisenach ein 2019 errichtetes Mahnmal an den „Irrweg“, den die Gründung des „Entjudungsinstituts“ darstellte.

## Nachwirkungen
Nach 1945 bildeten die verbliebenen DC-Strömungen kleinere Gemeinschaften und Zirkel in Distanz zur neu gegründeten EKD. Auf die Geschichtsschreibung des Kirchenkampfes suchten der DC nahestehende Personen in einer „Kirchengeschichtlichen Arbeitsgemeinschaft“ Einfluss zu nehmen. Für die Theologie und Politik blieben sie jedoch fortan bedeutungslos.
In der Württembergischen Landeskirche traten einige Abgeordnete der Deutschen Christen des Landeskirchentages in andere württembergische Synodalgruppen ein. Deutschchristliche Pfarrer verließen die Landeskirche, wurden in den Wartestand bzw. vorzeitigen Ruhestand versetzt oder kehrten gar nach einem Gesinnungswandel in den Dienst der Landeskirche zurück. Dazu gehörte der vormalige NSDAP-Schulungsleiter und Pfarrer Erhard Schilling. Zu den DC-Pfarrern, die auch noch nach dem Ende der Naziherrschaft rechtsradikale Propaganda betrieben, gehörte der Ostfriese Heinrich Ludwig Albrecht Meyer. Nachdem die Evangelisch-lutherische Landeskirche Hannovers es abgelehnt hatte, ihn wieder auf eine Pfarrstelle zu setzen, fand er eine Anstellung in der Evangelischen Kirche von Westfalen – zunächst als Religionslehrer, dann als Hilfsprediger und ab 1961 schließlich wieder als Pfarrer. 1969 ging er in den Ruhestand. Kurz vor seinem Tod im Jahr 1979 ließ er seinen gesamten Nachlass vernichten.
DC-Folgegruppen waren die „Gemeinschaft Christlicher Lebensglaube“ oder die „Freunde christlicher Freiheit“, nicht wenige fanden auch eine neue Heimat im „Bund für Freies Christentum“. Andere ehemalige Mitglieder der DC riefen nach 1945 mit der Freien Christlichen Volkskirche und der Volkskirchenbewegung Freie Christen zahlenmäßig unbedeutende eigenständige Religionsgemeinschaften ins Leben.

### Übersicht
- Heiner Faulenbach: Deutsche Christen. In: Religion in Geschichte und Gegenwart (RGG). 4. Auflage. Band 2, Mohr-Siebeck, Tübingen 1999.
- Karl Heussi: Kompendium der Kirchengeschichte. 16. Auflage. Mohr, Tübingen 1981, ISBN 3-16-141871-9, S. 521–528.

### Entstehung
- Wolfgang Fenske: Wie Jesus zum „Arier“ wurde. Auswirkungen der Entjudaisierung Christi im 19. und zu Beginn des 20. Jahrhunderts. Wissenschaftliche Buchgesellschaft, Darmstadt 2005, ISBN 3-534-18928-0.

### Lehren
- Oliver Arnhold: „Entjudung“ – Kirche im Abgrund (= Studien zu Kirche und Israel, Band 25). Institut Kirche und Judentum an der Humboldt-Universität zu Berlin, 2010,
Teil 1: Die Thüringer Kirchenbewegung Deutsche Christen 1928–1939 (Band 25/1), ISBN 978-3-938435-00-7;
Teil 2: Das „Institut zur Erforschung und Beseitigung des jüdischen Einflusses auf das deutsche kirchliche Leben“ 1939–1945 (Band 25/2), ISBN 978-3-938435-01-4.
- Doris L. Bergen: Twisted Cross. The German Christian Movement in the Third Reich. Chapel Hill 1996, ISBN 0-8078-4560-4.
- Susannah Heschel: Deutsche Theologen für Hitler. In: Fritz Bauer Institut (Hg.): Jahrbuch zur Geschichte und Wirkung des Holocaust: „Beseitigung des jüdischen Einflusses …“: Antisemitische Forschung, Eliten und Karrieren im Nationalsozialismus. Campus Verlag 1999, ISBN 3-593-36098-5, S. 147–168.
- Susannah Heschel: The Aryan Jesus. Christian Theologians and the Bible in Nazi Germany. Princeton UP, 2008, ISBN 978-0-691-12531-2 (englisch).
- Olaf Kühl-Freudenstein: Krause, Reinhold. In: Biographisch-Bibliographisches Kirchenlexikon (BBKL). Band 24, Bautz, Nordhausen 2005, ISBN 3-88309-247-9, Sp. 968–974 (Artikel/Artikelanfang im Internet-Archive).
- Rainer Lächele: Ein Volk, ein Reich, ein Glaube. Die „Deutschen Christen“ in Württemberg 1925–1960. Stuttgart 1994, ISBN 3-7668-3284-0.
- Kurt Meier: Die Deutschen Christen. Halle 1964.
- Julius Sammetreuther: Die falsche Lehre der Deutschen Christen (= Bekennende Kirche. Heft 15). 3. Auflage. München 1934.
- Birgit Jerke: Wie wurde das Neue Testament zu einem sogenannten Volkstestament »entjudet«? Aus der Arbeit des Eisenacher »Institutes zur Erforschung und Beseitigung des jüdischen Einflusses auf das deutsche kirchliche Leben«. In: Leonore Siegele-Wenschkewitz (Hrsg.): Christlicher Antijudaismus und Antisemitismus. Theologische und kirchliche Programme Deutscher Christen (= Arnoldshainer Texte, Band 85). Haag & Herchen, Frankfurt 1994, ISBN 3-86137-187-1, S. 201–234.

### Bedeutung im Kirchenkampf
- Friedrich Baumgärtel: Wider die Kirchenkampflegenden. Freimund, 1959 (2. Auflage 1976), ISBN 3-86540-076-0.
- Otto Diehn: Der Kirchenkampf. Evangelische Kirche und Nationalsozialismus. Quellen und Anregungen für den Unterricht. 2. Auflage. Hamburg 1970.
- Kurt Meier: Kreuz und Hakenkreuz. Die evangelische Kirche im Dritten Reich. 2. Auflage. Deutscher Taschenbuch-Verlag, München 2001, ISBN 3-423-04590-6.
- Hans Prolingheuer: Kleine politische Kirchengeschichte. 50 Jahre evangelischer Kirchenkampf. Pahl-Rugenstein, Köln 1984, ISBN 3-7609-0870-5.
- Klaus Scholder: Die Kirchen und das Dritte Reich
Band 1: Vorgeschichte und Zeit der Illusionen, 1918–1934. Berlin 1977, ISBN 3-550-07339-9.
Band 2: Das Jahr der Ernüchterung 1934. Berlin 1985, ISBN 3-612-26731-0.
- Marikje Smid: Deutscher Protestantismus und Judentum 1932–1933. Christian Kaiser, München 1990, ISBN 3-459-01808-9.
- Evangelische Kirche im Dritten Reich. In: Joachim Beckmann (Hrsg.): Kirchliches Jahrbuch für die evangelische Kirche in Deutschland 1933–1945. Gütersloh 1948.
- Christopher Spehr: „Fixigkeit ist keine Hexerei“. Zeitgenössische Darstellungen und Dokumentationen des Kirchenkampfes während der NS-Herrschaft. In: Zeitschrift für Theologie und Kirche (ZThK), Band 107, Tübingen 2010, ISSN 0044-3549, S. 64–99.
- Christoph Strohm: Die Kirchen im Dritten Reich. München 2011, ISBN 978-3-406-61224-4.
- Joachim Krause: Im Glauben an Gott und Hitler. Die „Deutschen Christen“ aus dem Wieratal und ihr Siegeszug ins Reich von 1928 bis 1945. Sax Verlag, Markkleeberg 2018, ISBN 978-3-86729-212-2.